# 紅音 (タレント)
紅音（あかね、12月1日 - ）は、日本のタレント、声優、女優、シンガーソングライター。血液型はA型、身長は156 cm。愛称はあかねまる。

## 来歴・人物
- 山形県生まれ。東京アナウンス学院放送声優科卒業
- 高校の頃に所属していた演劇部では部長を務めていた。そこでは男子部員がいなかったため、女子が男装して男性を演じることが多く、本人も男性役を演じていたと自身の配信[1]などで話していた。
- 声優として、少年や幼女、おばさんなど様々な役を演じる[2]ことがある。
- シンガーソングライターとしては、自身でピアノを弾きながら曲作りをしている。カラオケ音源で歌うスタイルでライブをしている。
- 手先が器用で、antique*chocolateという自身のブランドでハンドメイドアクセサリーなどをネット販売している。ライブグッズも手作りのペンダントやブレスレットなどを販売している。
- 2014年頃より、怪談家ありがとうぁみとの交流が生まれ、ぁみの番組内での降霊術に参加したり心霊スポット凸配信や自身も怪談を話すことがある。
- 2018年頃より、動画配信アプリ「ポコチャ」にて配信を開始。放送内ではギフトにより様々なリアクションを取る紅音を観ることができる。
- 自身の配信内に於いて、リアクションが面白いなどの理由で「芸人いじり」が発生しているが、本人は否定しておりあくまでも「声優、女優、シンガーソングライター」としている。

## 出演

### 女優業

#### テレビドラマ
- ファーストクラス（2014年、フジテレビ） - ヘアメイク
- 激レアさんを連れてきた。（2018年1月22日放送、テレビ朝日）- 稲垣涼子

### 映画
- 残穢―住んではいけない部屋―（2016年、首を吊るイメージの女性）

### 舞台
- レピとクレヨン（2014年、新宿シアターモリエール） - ユギ

### 吹替え
- ザ・トランスポーター ロンドンミッション（2016年、駅アナウンス、警察官）
- コードネームBT85～大統領暗殺を阻止せよ！（2017年、マーク）
- バッドガイズ！！（2017年、警察官）

### ドラマCD
- 聖★めろんぱんぬ学園フェアリーズvol.1～地底豚の侵略～（2013年、プギ）
- toytoytoy（2017年、妹、反抗期）
- toytoytoy2（2018年、天使）
- toytoytoy3（2020年、ちぃ）

#### ナレーション
- ファミリーマート（2017年、店内ラジオ）

#### ラジオ
- コズミック宇宙カフェ（2018年 - 2019年、BSCラジオ）

### その他

#### テレビ番組
- ガチガセ（2012年、日本テレビ） - ギャルソンアシスタント
- きゃりーぱみゅぱみゅテレビJOHN!（2012年、名古屋テレビ） - 記者役
- お願いランキングGOLD（2013年 - 、テレビ朝日） - アシスタント
- ひるおび!（2013年、TBS）
- 月曜から夜ふかし（2013年、日本テレビ） - デパート店員再現
- 世界一受けたい授業（2014年、日本テレビ）
- ぐるりん山形～初夏をぐるぐる女子二人旅～（2014年、TUY） - メインレポーター
- ハナタカ優越館（2016年、テレビ朝日）
- プレゼントX（2018年3月1日放送、テレビ朝日） - 中川翔子 役
- ZIP!（2017年 - 、日本テレビ） - ナラベロのコーナー
- よじごじDays（2020年 - 、テレビ東京）

#### インターネット放送
- チョコレートなひと時。（ニコニコ生放送、USTREAM、SHOWROOM、2013年 - ）MC
- 怪談ぁみ語（YOUTUBE、2014年）エンディングテーマも担当
- 「座敷わらし」がでる旅館で怪談家ぁみが世界初"生ひとり百物語"（ニコニコ生放送公式、2015年8月21日・22日配信）
- ドグマ風見・最俺こーすけ出演　ボード盤人生ゲームでガチ対決！！（ニコニコ生放送公式、2016年3月18日配信）
- 生怪談24時間テレビ ～ありがとうぁみが寝ないでがんばる（ニコニコ生放送公式、2016年8月27日 - 28日配信）
- Tokyo Borderless TV　小林梓のアンビバレンスな気持ち（YOUTUBE、2016年）ゲスト出演
- 市川美織にアイドルを学ぶ～NEXTアイドルを探せ！（ニコニコ生放送、2017年11月21日配信）ゲスト出演
- 渋谷怪談夜会チャンネル（ニコニコ生放送、2017年 - ）
- ぴよひなチャンネル（ニコニコ生放送、SHOWROOM、2017年 - ）
- 怪談最恐戦2019東京予選会（ニコニコ生放送、2019/11/01(金) 18:30〜）ナレーター及びゲスト

## ディスコグラフィ

### シングル
| 枚  | 発売日        | タイトル | 規格品番 |
| --- | ------------- | -------- | -------- |
| 1st | 2012年10月1日 | ユメウタ |          |
| 2nd | 2014年9月20日 | キミイロ |          |
| 3rd | 2018年1月28日 | Rain     |          |

### アルバム
| 枚  | 発売日        | タイトル | 規格品番 |
| --- | ------------- | -------- | -------- |
| 1st | 2016年4月10日 | 結び音   |          |